# Sannicola
Sannicola è un comune italiano di 5 538 abitanti della provincia di Lecce in Puglia.
Situato nel versante ionico del Salento, a cavallo delle serre salentine, comprende le frazioni di Chiesanuova e San Simone, nonché gran parte della località costiera di Lido Conchiglie. Fu istituito nel 1908 per distacco dal comune di Gallipoli.

## Geografia fisica

### Territorio
Il comune di Sannicola, che si estende su una superficie di 27,32 km², sorge sulle propaggini settentrionali delle serre salentine ed è compreso tra i 3 e i 125 metri sul livello del mare. Il territorio può essere diviso in due zone: l'entroterra e la fascia costiera. La prima è caratterizzata da una morfologia pianeggiante e da un terreno fertile coltivato principalmente ad olivo e a vigneto; nella zona fruttifica il vitigno da cui si produce il vino DOC Alezio. La fascia costiera è dominata dalle lievi alture della serra che qui prende il nome di Serra dell'Altolido, uno sperone roccioso brullo e arido che scende a picco sul mare. Tuttavia, Sannicola non ha uno sbocco diretto sul mare a causa delle complesse vicende che portarono all'individuazione dei confini con Gallipoli. Infatti durante le fasi di riassetto dei confini territoriali, dopo la creazione del comune di Sannicola nel 1908, gli amministratori gallipolini pretesero di escludere dalla circoscrizione del nuovo Ente una fascia sottilissima della costa, in quanto sarebbe stata troppo onerosa la perdita del dazio sul pescato lungo quel tratto di mare. Confina a nord con il comune di Galatone, a est con i comuni di Neviano e Tuglie, a sud con il comune di Alezio, a sud e a ovest con il comune di Gallipoli.
- Classificazione sismica: zona 4 (sismicità molto bassa), Ordinanza PCM n. 3274 del 20/03/2003

### Clima
Dal punto di vista meteorologico Sannicola rientra nel territorio del basso Salento che presenta un clima prettamente mediterraneo, con inverni miti ed estati caldo umide. In base alle medie di riferimento, la temperatura media del mese più freddo, gennaio, si attesta attorno ai +9 °C, mentre quella del mese più caldo, agosto, si aggira sui +25,1 °C. Le precipitazioni medie annue, che si aggirano intorno ai 676 mm, presentano un minimo in primavera-estate ed un picco in autunno-inverno.
Facendo riferimento alla ventosità, i comuni del basso Salento risentono debolmente delle correnti occidentali grazie alla protezione determinata dalle serre salentine che creano un sistema a scudo. Al contrario le correnti autunnali e invernali da sud-est, favoriscono in parte l'incremento delle precipitazioni, in questo periodo, rispetto al resto della penisola.
| Sannicola                  | Mesi | Mesi | Mesi | Mesi | Mesi | Mesi | Mesi | Mesi | Mesi | Mesi | Mesi | Mesi | Stagioni | Stagioni | Stagioni | Stagioni | Anno |
| Sannicola                  | Gen  | Feb  | Mar  | Apr  | Mag  | Giu  | Lug  | Ago  | Set  | Ott  | Nov  | Dic  | Inv      | Pri      | Est      | Aut      | Anno |
| -------------------------- | ---- | ---- | ---- | ---- | ---- | ---- | ---- | ---- | ---- | ---- | ---- | ---- | -------- | -------- | -------- | -------- | ---- |
| T. max. media (°C)         | 12,4 | 13,0 | 14,8 | 18,1 | 22,6 | 27,0 | 29,8 | 30,0 | 26,4 | 21,7 | 17,4 | 14,1 | 13,2     | 18,5     | 28,9     | 21,8     | 20,6 |
| T. min. media (°C)         | 5,6  | 5,8  | 7,3  | 9,6  | 13,3 | 17,2 | 19,8 | 20,1 | 17,4 | 13,7 | 10,1 | 7,3  | 6,2      | 10,1     | 19,0     | 13,7     | 12,3 |
| Precipitazioni (mm)        | 80   | 60   | 70   | 40   | 29   | 21   | 14   | 21   | 53   | 96   | 109  | 83   | 223      | 139      | 56       | 258      | 676  |
| Umidità relativa media (%) | 79,0 | 78,9 | 78,6 | 77,8 | 75,7 | 71,1 | 68,4 | 70,2 | 75,4 | 79,3 | 80,8 | 80,4 | 79,4     | 77,4     | 69,9     | 78,5     | 76,3 |

- Classificazione climatica di Sannicola:[6]
  - Zona climatica: C
  - Gradi giorno: 1079

## Storia
Essendone stata una frazione sino al 1908, Sannicola con il suo territorio condivide le stesse vicende storiche della città di Gallipoli.
Pochissimo si conosce per le epoche anteriori al 1484, anno in cui la cittadina ionica fu saccheggiata e distrutta dai Veneziani. In epoca bizantina è accertata la presenza dei monaci basiliani e tutta la zona di Sannicola fu denominata fino al Settecento col nome greco di Rodogallo, che significava "luogo delle rose belle". Successivamente vi fu la distinzione in Rodogallo magno e in Rodogallo parvo. Altri toponimi di origine greca testimoniavano l'esistenza di vari villaggi medievali che furono completamente distrutti. Ai basiliani si devono i resti delle abbazie di San Mauro e di San Salvatore.
Di origini basiliane era anche la chiesa di San Nicola, ricostruita nel 1640 da Domenico Musurù. Intorno all'omonima chiesa, nel 1715, nacque l'attuale centro urbano ad opera di umili contadini che, autorizzati dai grandi proprietari terrieri, costruirono alcune case sparse in cambio della custodia e dello sfruttamento del terreno. Nel corso del Settecento Rodogallo, che mutò il nome traendolo dal titolare della chiesa (e chiamandosi cioè San Nicola), aumentò di popolazione. I problemi amministrativi del paese (denominato Villa San Nicola per buona parte del XIX secolo), causati principalmente dalla distanza che lo separava da Gallipoli, spinsero gli abitanti a chiedere l'autonomia amministrativa nel 1830. Lo stesso fecero gli abitanti dell'altra frazione gallipolina, Villa Picciotti (attualmente Alezio). Tuttavia, mentre quest'ultima riuscì ad ottenere già nel 1854 la creazione del Comune, i sannicolesi videro respinta la loro proposta. Due nuove istanze vennero presentate nel 1899 e nel 1905. Per Legge n.134 del 5 aprile 1908 i cittadini di San Nicola (divenuto nel frattempo Sannicola a causa di un errore) ottennero la separazione amministrativa da Gallipoli e la formazione di un comune autonomo che aggregò a sé le borgate di Chiesanuova e di San Simone.

### Simboli
(Decreto reale del 31 dicembre 1914)
Il gonfalone è un drappo di azzurro.

## Monumenti e luoghi d'interesse

### Architetture religiose

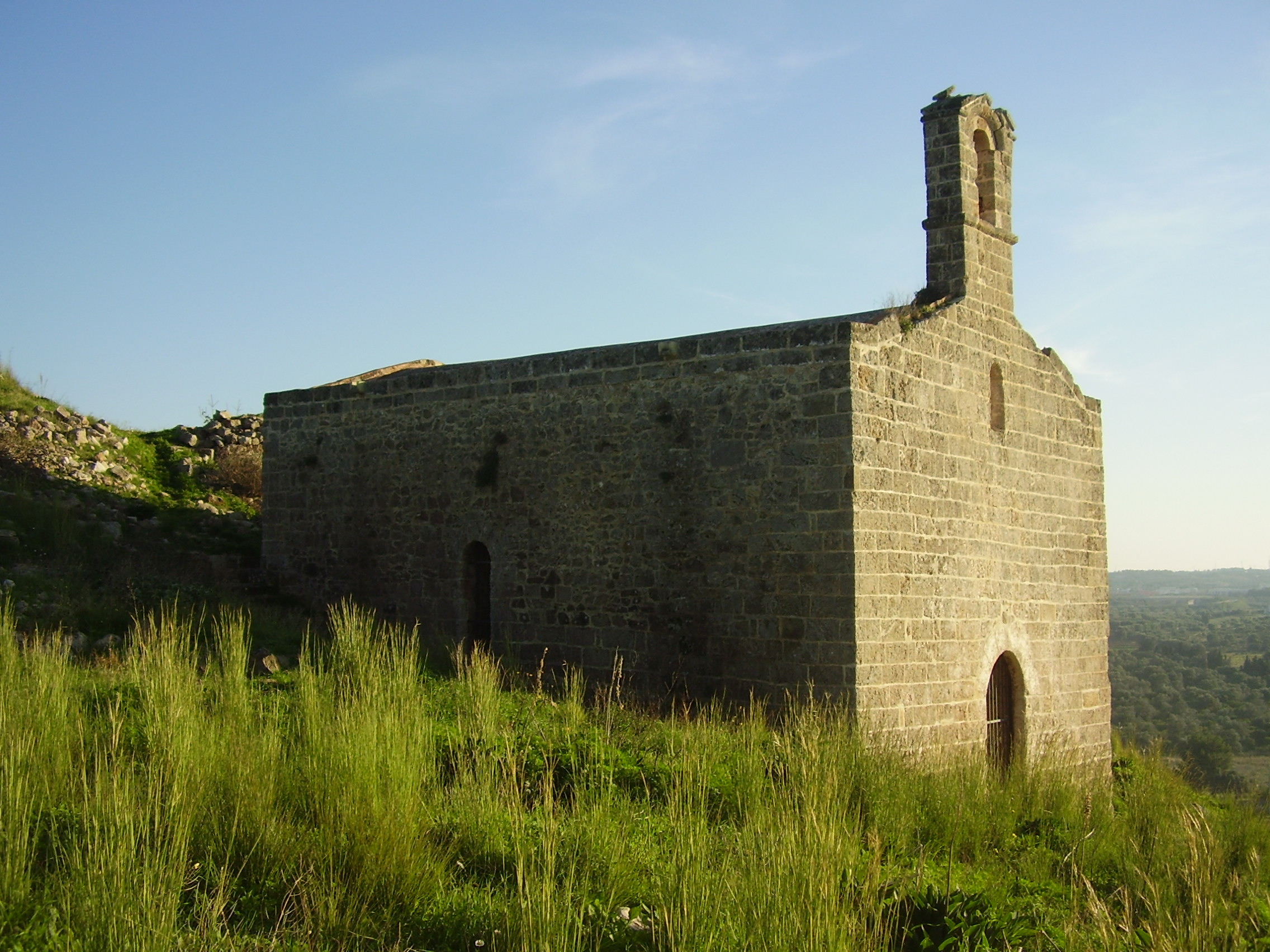
Abbazia di San Mauro

#### Abbazia di San Mauro
L'origine dell'insediamento basiliano di San Mauro è riconducibile ai secoli X-XI. La prima menzione relativa all'abbazia risale invece al maggio 1149 ed è conservata in una pergamena in lingua greca. Dell'antico insediamento abbaziale rimane la chiesetta di San Mauro, un edificio di modeste dimensioni interamente costruito in conci squadrati di pietra calcarenitica (tufo). Presenta una semplice facciata a due spioventi coronati da un piccolo campanile a vela. Il portale d'ingresso è ad arco lunato al di sopra del quale vi è una finestrella strombata. L'interno, di forma rettangolare (10,70 m di lunghezza per 6,30 m di larghezza), è costituito da tre navate sorrette da sei pilastri quadrangolari. I pilastri sono privi di capitelli ma sormontati da una semplice cornice che costituisce la base delle arcate a sesto acuto. La navata centrale ha una copertura a botte leggermente acuta, le navate laterali sono coperte da volte a semibotte. L'edificio è interamente affrescato con dipinti di età medioevale.

#### Chiesa bizantina di San Salvatore

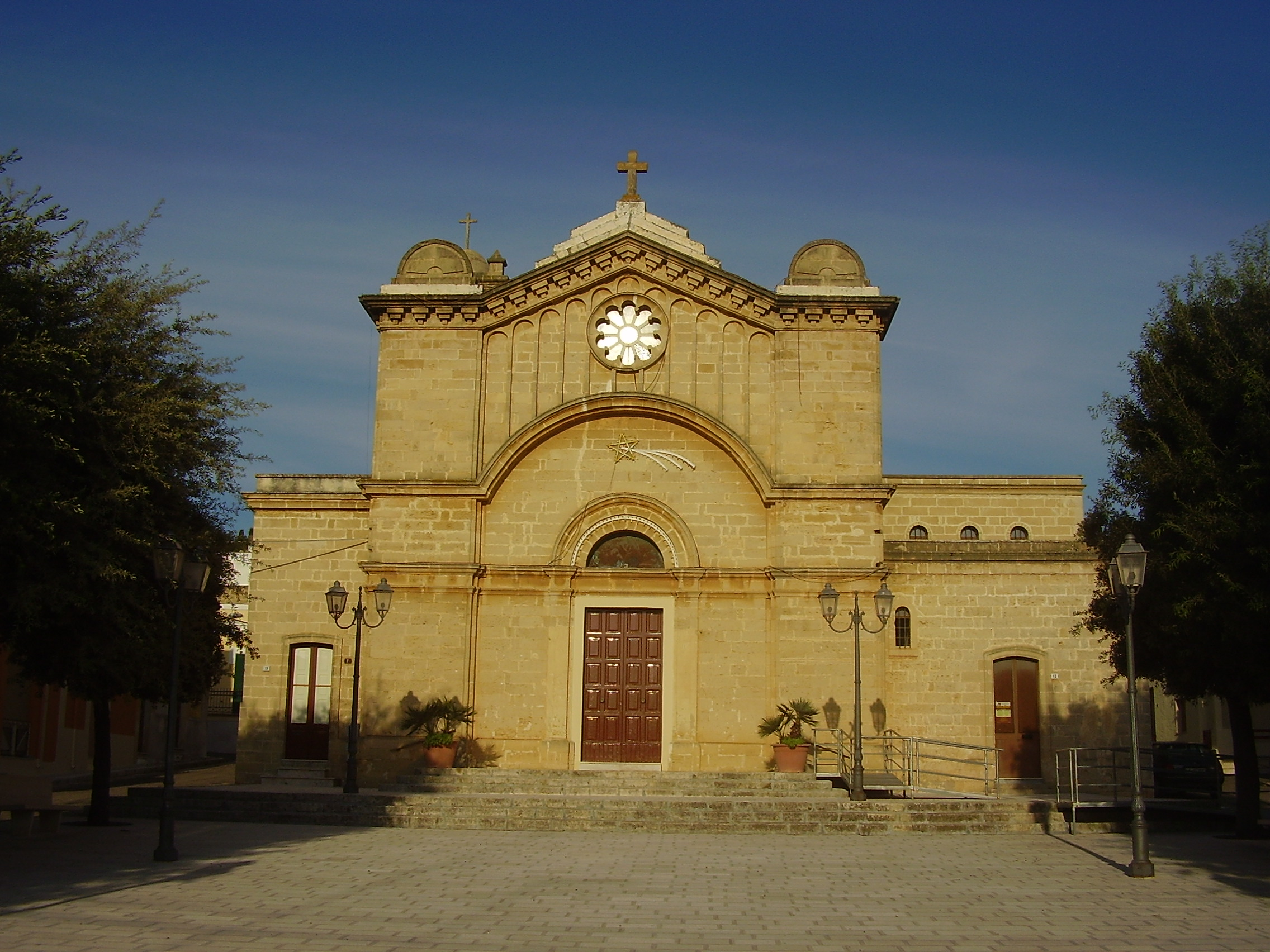
La Chiesa di San Biagio nella frazione di San Simone

La chiesa di San Salvatore è tutto ciò che rimane dell'omonimo monastero bizantino, menzionato per la prima volta nel 1310 in occasione della partecipazione del suo egumeno al concilium Ydrontinum. La chiesa, al confine con il territorio del comune di Gallipoli, è incorporata nei ruderi di una masseria edificata nel XIX secolo. Ha un impianto a tre navate terminante esternamente con abside semicircolare affiancata dalle due testate rettilinee delle navate minori; le navate laterali terminano con due piccoli absidi con dimensioni di nicchie. Le tre navate sono separate da archi acuti poggianti su pilastri con capitelli a stampella. La navata centrale è voltata a botte, mentre le due laterali con semibotti rampanti. Sono ancora visibili gli affreschi della nicchia absidale e della soprastante parete lunettata, attribuibili a maestranze legate agli ambienti monastici greco-bizantini.

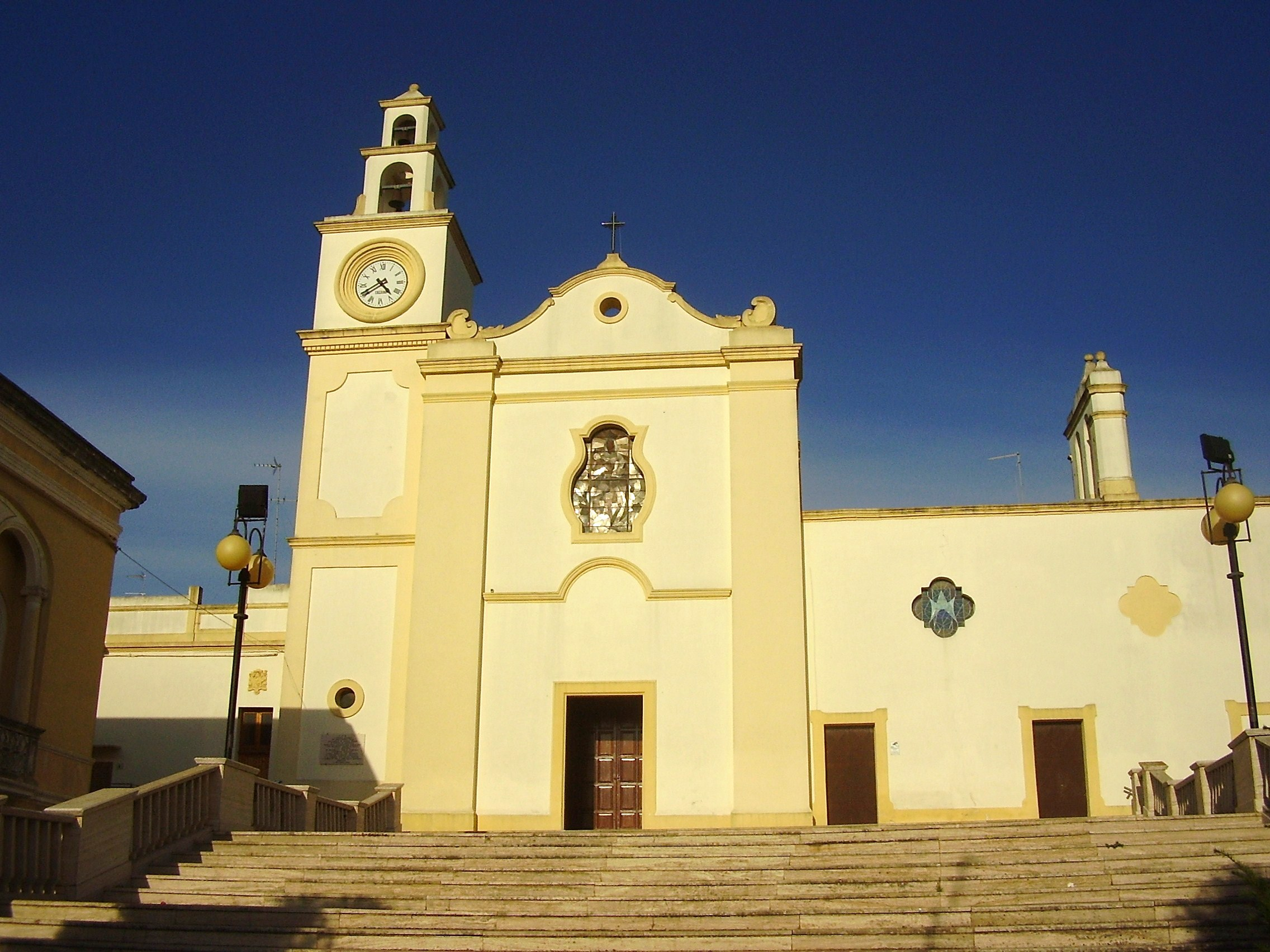
Chiesa di Santa Maria delle Grazie

L'edificio è da anni in stato di estremo abbandono, usato sia come deposito che come discarica, e saccheggiato del materiale costruttivo. Nonostante alcuni sopralluoghi dell'autorità comunale nei primi anni novanta, a cui non seguirono opere di conservazione, alla fine dello stesso decennio l'ala sinistra del complessò crollò. A metà anni 2010 la chiesa è ancora in stato di abbandono e con una situazione strutturale critica Della situazione nel 2014 si è interessato l'ex Ministro dei beni culturali Massimo Bray.

#### Chiesa di Santa Maria delle Grazie

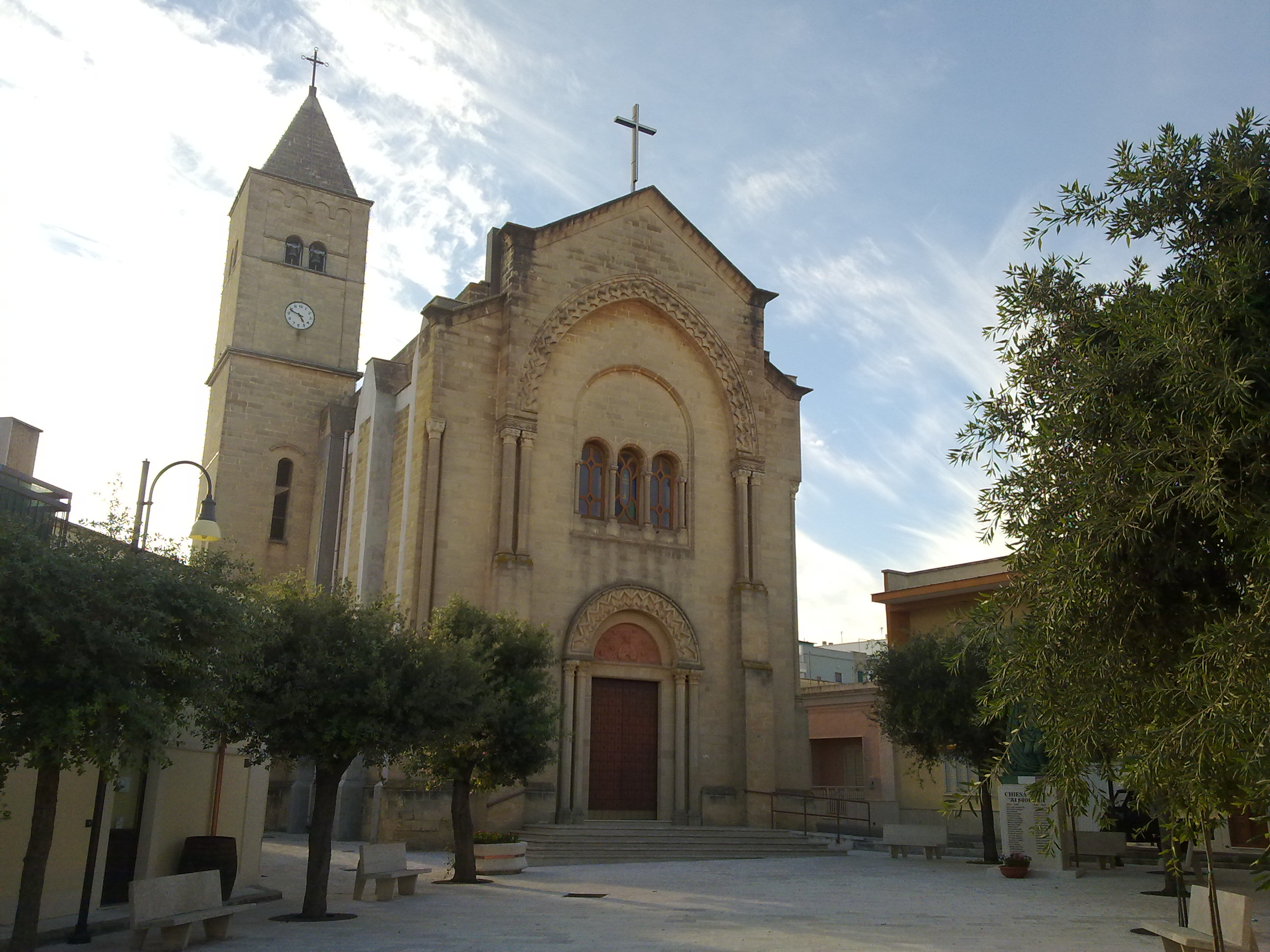
La Chiesa dell'Immacolata nella frazione di Chiesanuova

La chiesa di Santa Maria delle Grazie, che sorge sui ruderi della chiesa bizantina di San Nicola, fu edificata nel 1640 incorporando l'antico abside bizantino. Venne più volte ampliata nel 1715 e nel 1797; quest'ultimo ampliamento comportò la distruzione del muro absidale con l'affresco di San Nicola. Al termine dei lavori di fine Settecento, l'edificio fu intitolato a Santa Maria delle Grazie, sostituendo l'originaria dedicazione al santo di Myra. Nel 1790 fu elevata a Parrocchia. Ulteriori lavori di ampliamento avvennero agli inizi del XX secolo.
Presenta una semplice facciata inquadrata da due alte paraste e affiancata dal campanile. Quest'ultimo, risalente alla metà dell'Ottocento, venne gravemente lesionato da un fulmine nel 1940 e abbattuto quasi interamente. Venne ripristinato solo nel 2002 a cura e spese dell'associazione storico culturale RODOGALLO con il presidente prof. MARCELLO MUSCA e segretario il produttore televisivo Nello Marti, riproduce fedelmente l'originario aspetto. L'interno, a croce latina, è costituito da una lunga navata terminante nel presbiterio. Sul muro dell'altare maggiore è posizionato un grande quadro, realizzato nel 1911, raffigurante la Madonna delle Grazie che protegge l'abitato di Sannicola.

#### Altre chiese
- Chiesa dei Santi Medici, ultimata nel 1886.

### Architetture civili
- Palazzo Comunale, 1922, in Piazza della Repubblica, è caratterizzato da una torretta ad orologio.
- Ex Villa Starace, in via delle Viole, oggi è un albergo. Risale ai primi del Novecento, vi nacque il gerarca fascista Achille Starace.

### Monumenti
- Fontana dei quattro elementi, 1935, in Piazza della Repubblica, realizzata dall'ing. Cesare Brunetti per la cerimania inaugurale dell'arrivo dell'acqua potabile dell'Acquedotto Pugliese. È uno dei pochissimi (forse in totale quattro) monumenti futuristi presenti all'aperto in Italia.

## Società

### Evoluzione demografica
Abitanti censiti

### Etnie e minoranze straniere
Al 31 dicembre 2017 a Sannicola risultano residenti 133 cittadini stranieri. Le nazionalità principali sono:

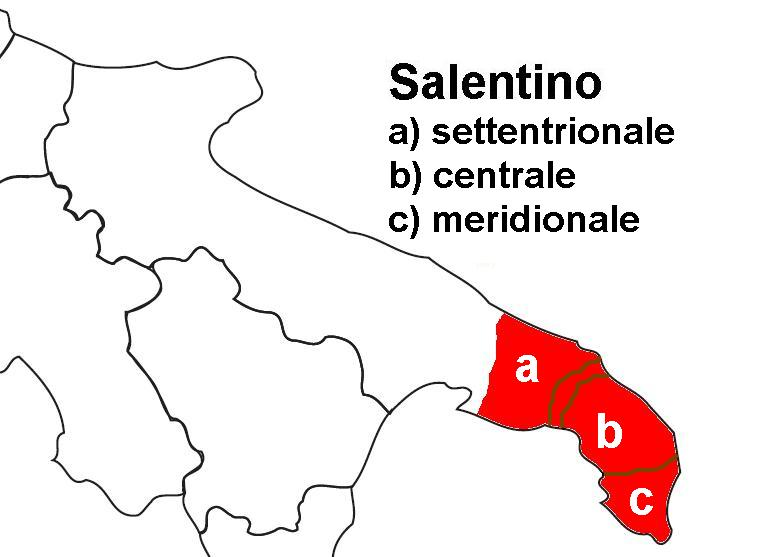
Diffusione del dialetto salentino

- Romania - 64
- Albania - 23

### Lingue e dialetti
A Sannicola si parla il dialetto salentino con influenze del dialetto gallipolino (o gallipolitano, come era detto in passato). A causa della vocazione marinaresca e commerciale della città di Gallipoli, di cui Sannicola ne fu frazione fino al 1908, questo dialetto è stato influenzato maggiormente dagli altri dialetti meridionali. In generale, il dialetto salentino, appartenente alla famiglia delle lingue romanze e classificato nel gruppo meridionale estremo, si presenta carico di influenze riconducibili alle dominazioni e ai popoli stabilitisi in questi territori nei secoli: messapi, greci, romani, bizantini, longobardi, normanni, albanesi, francesi, spagnoli.

## Cultura

### Istruzione

#### Scuole
Persistono sul territorio del comune di Sannicola una scuola dell'infanzia, una scuola primaria e una scuola secondaria di 1º grado appartenenti al locale Istituto Comprensivo Statale.

### Eventi
- Festa di San Nicola - weekend della seconda domenica di maggio
- Festa della Madonna della Consolazione - 28 maggio
- Rito dè Lu Masciu (di maggio) - terza decade di maggio

La festa è un omaggio alla primavera, un rito per auspicare fertilità, di rigenerazione dei terreni. Nell'occasione della festa, le giovani coppie suggellano promesse di matrimonio scambiandosi vassoi di primizie di frutta. Inoltre, vi è una sfilata di carretti e calessi d'epoca.
- Festa di San Pietro e Paolo - 28 e 29 giugno
- Festa patronale della Madonna delle Grazie - 7, 8 e 9 settembre
- Festa e fiera di San Simone - 28 e 29 ottobre

## Geografia antropica

### Frazioni
- Chiesanuova: distante 1,5 km da Sannicola e 5 km dal mare, deve il suo nome alla costruzione di una cappella in onore della Madonna Immacolata.
- San Simone: si trova a 1 km da Sannicola sulla strada per Tuglie.
- Lido Conchiglie: posta sul mare è condivisa con il comune di Gallipoli, abitata prevalentemente d'estate.

## Infrastrutture e trasporti

### Strade
I collegamenti stradali principali sono rappresentati da:
- Strada statale 101 Salentina di Gallipoli Lecce-Gallipoli, uscita per Sannicola attraverso la SP53.

Il centro è anche raggiungibile dalle strade provinciali interne: SP50 Sannicola-Aradeo intersezione con SP42 Seclì-Neviano, SP51 Sannicola-San Simone-Tuglie, SP52 Sannicola-Chiesanuova-Gallipoli, SP53 Sannicola-Alezio, SP194 Sannicola-Lido Conchiglie, SP231 Sannicola-Galatone.

### Ferrovie
Il comune di Sannicola è servito da una stazione ferroviaria, situata nella frazione di Chiesanuova, posta lungo la linea Lecce-Gallipoli delle Ferrovie del Sud Est.

## Amministrazione
Di seguito è presentata una tabella relativa alle amministrazioni che si sono succedute in questo comune.
| Periodo           | Periodo          | Primo cittadino         | Partito                       | Carica      | Note   |
| ----------------- | ---------------- | ----------------------- | ----------------------------- | ----------- | ------ |
| 15 settembre 1987 | 11 febbraio 1991 | Giuseppe Lovagnini      | Democrazia Cristiana          | Sindaco     | [ 16 ] |
| 15 aprile 1991    | 15 ottobre 1991  | Nicola Prete            |                               | Comm. pref. | [ 16 ] |
| 15 ottobre 1991   | 3 agosto 1992    | Mario Miglietta         |                               | Comm. str.  | [ 16 ] |
| 3 agosto 1992     | 1º aprile 1994   | Anna Lezzi              | Democrazia Cristiana          | Sindaco     | [ 16 ] |
| 26 maggio 1994    | 21 novembre 1994 | Mario Miglietta         |                               | Comm. pref. | [ 16 ] |
| 21 novembre 1994  | 30 novembre 1998 | Sergio Giovanni Bidetti | Federazione dei Verdi         | Sindaco     | [ 16 ] |
| 30 novembre 1998  | 27 maggio 2003   | Sergio Giovanni Bidetti | centro-sinistra               | Sindaco     | [ 16 ] |
| 27 maggio 2003    | 15 aprile 2008   | Giuseppe Nocera         | centro-sinistra               | Sindaco     | [ 16 ] |
| 15 aprile 2008    | 27 maggio 2013   | Giuseppe Nocera         | centro-sinistra               | Sindaco     | [ 16 ] |
| 27 maggio 2013    | 10 giugno 2018   | Cosimo Piccione         | lista civica Sannicola cambia | Sindaco     | [ 16 ] |
| 10 giugno 2018    | 15 maggio 2023   | Cosimo Piccione         | lista civica Sannicola cambia | Sindaco     | [ 16 ] |
| 15 maggio 2023    | in carica        | Graziano Scorrano       | lista civica Sannicola cambia | Sindaco     | [ 16 ] |